# Waryś (województwo małopolskie)
Waryś – osada leśna w Polsce położona w województwie małopolskim, w powiecie tarnowskim, w gminie Wietrzychowice.
Zapisy w zbiorach danych państwowego rejestru nazw geograficznych: według UG – przysiółek wsi Jadowniki Mokre, brak zabudowy; lokalizacja według UG.
W latach 1975–1998 miejscowość należała administracyjnie do województwa tarnowskiego.